# Anomala polina
Anomala polina är en skalbaggsart som beskrevs av Ohaus 1923. Anomala polina ingår i släktet Anomala och familjen Rutelidae. Inga underarter finns listade i Catalogue of Life.